# Niambia griseoflava
Niambia griseoflava är en kräftdjursart som beskrevs av Barnard1924. Niambia griseoflava ingår i släktet Niambia och familjen myrbogråsuggor. Inga underarter finns listade i Catalogue of Life.